# Климово (Брянская область)
Кли́мово — рабочий посёлок, административный центр Климовского района Брянской области России. Население — 13 554 человек (2021).

## Географическое положение
Расположен в юго-западной части области, в 204 километрах от Брянска и в 12 километрах от границы с Украиной. Конечная ж/д станция Климов на ветке от станции Новозыбков, в прошлом — транзитная станция на линии Новозыбков — Новгород-Северский.

## История

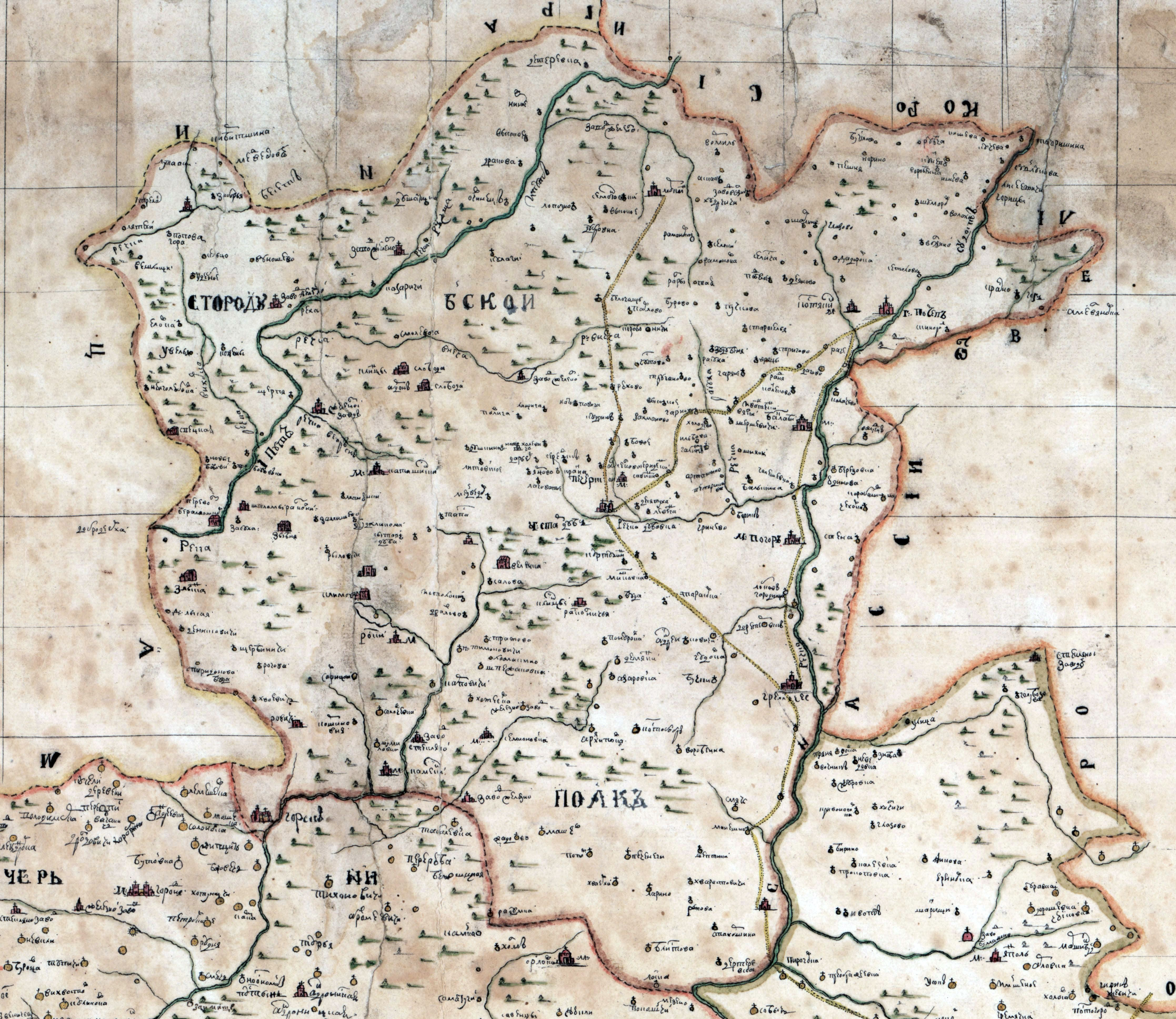
Климово на карте Стародубского полка, 1763 год

Учреждение Климовой слободы как центра местности на территории Топальской сотни Стародубского полка, которую с конца XVII века заселяли беглые раскольники, восходит к дозволению Стародубского полковника Ивана Скоропадского от 25 июня 1708 года, гласившего: «<…> на пустующих землях челховских, между реками Ирпою, Ирпицею и Песочною <…> основать слободу <…> А осадчим данной слободы назначаем человека из-за границы пришлого Клима Ермолаевича, обязав его принимать на поселение людей не местных, или из-за границы приходящих». 
Указ императора Петра I в 1716 году закрепил за староверами все земли, на которых они поселились, и дозволял им организовать свой округ, а в Климовой слободе учреждалась Волостная описных раскольничьих слобод Контора. 
Особый рост и развитие Климовой слободы последовал вследствие карательных экспедиций российских властей против беглых раскольников в Ве́тковской слободе, бывшей тогда под властью Польши, — в 1736 и в 1763 году: раскольники бежали в разные слободы, в том числе и в Климову слободу.
С начала XIX века — посад (в составе Новозыбковского уезда), центр ярмарочной торговли. С 1787 года здесь упоминается женский Казанский старообрядческий монастырь (с 1845 года — единоверческий, не сохранился). Промышленность с 1840 года (щетинный и маслобойный, затем кожевенный и кирпичный заводы, мельницы). С конца XIX века работала земская школа.
С 1923 года — волостной центр, с 1929 года райцентр. С 1938 года — посёлок городского типа. С августа 1941 по 24 сентября 1943 года находился под оккупацией немецко-фашистских войск, было создано еврейское гетто, все узники убиты.
С 8 октября 2015 года Климово относится к зоне проживания с правом на отселение.
С 2016 года — рабочий посёлок.
В 2023 году посёлку присвоили почётное звание Брянской области «ПОСЁЛОК ПАРТИЗАНСКОЙ СЛАВЫ»
14 апреля 2022 года губернатор Брянской области Александр Богомаз заявил, что Вооружённые силы Украины обстреляли посёлок, в результате чего пострадали два жилых дома, а среди жителей есть раненые. В тот же день Следственный комитет России сообщил, что по посёлку нанесли урон украинские ударные вертолёты шестью ракетными атаками, повредив шесть зданий.
После очередного обстрела посёлка Климово 9 апреля 2024 года погибли женщина и ребёнок, пятеро человек получили серьёзные ранения. Также были повреждены автомобили, административные здания и жилые дома.

## Население
| 1866    | 1917    | 1920    | 1926    | 1939    | 1950    | 1959    | 1960    | 1970    |
| ------- | ------- | ------- | ------- | ------- | ------- | ------- | ------- | ------- |
| 3400    | ↗5600   | ↘4000   | ↗5100   | ↗5678   | ↗6500   | ↗7024   | ↗7200   | ↗9708   |
| 1979    | 1989    | 1999    | 2002    | 2009    | 2010    | 2011    | 2012    | 2013    |
| ↗11 492 | ↗14 637 | ↗15 700 | ↘14 776 | ↘14 138 | ↘13 892 | ↘13 824 | ↘13 620 | ↘13 444 |
| 2014    | 2015    | 2016    | 2017    | 2018    | 2019    | 2020    | 2021    |         |
| ↗13 565 | ↘13 363 | ↘13 297 | ↘13 190 | ↘13 061 | ↘12 848 | ↘12 743 | ↗13 554 |         |

До 2007 года Климово являлось крупнейшим посёлком городского типа в Брянской области.
Национальный состав
По итогам переписи населения 2020 года проживали следующие национальности (национальности менее 0,1 % и другое, см. в сноске к строке «Другие»):
| Национальность | Численность, чел. | Доля     |
| -------------- | ----------------- | -------- |
| Русские        | 12 833            | 94,68 %  |
| Украинцы       | 66                | 0,49 %   |
| Армяне         | 53                | 0,39 %   |
| Белорусы       | 20                | 0,15 %   |
| Узбеки         | 16                | 0,12 %   |
| Таджики        | 14                | 0,10 %   |
| Другие         | 552               | 4,07 %   |
| Итого          | 13 554            | 100,00 % |

## Экономика
В посёлке имеются швейная фабрика и хлебокомбинат. Ранее в посёлке действовали крахмало-паточный комбинат, крупнейший в стране и Европе Климовский консервный завод, завод «Реле», хмельпункт и совхоз.

## Транспорт
Железнодорожная станция Климов на бывшей линии Новозыбков — Новгород-Северский (ныне тупиковая ветка Новозыбков — Климов). Ежедневное пассажирское сообщение с Брянском и Москвой. Также через Климово проходит автомобильная дорога Новозыбков — Чернигов — Киев.

## Достопримечательности
- Старообрядческая церковь Димитрия Солунского
- Церковь Успения Пресвятой Богородицы[31]
- Музей дружбы народов
- Климовский Покровский монастырь

## Известные уроженцы
- Скобов, Юрий Георгиевич (1949—2024) — советский лыжник, олимпийский чемпион (1972).